# Козубівська сільська рада
Козу́бівська сільська́ ра́да — колишній орган місцевого самоврядування в Доманівському районі Миколаївської області. Адміністративний центр — село Козубівка.

## Історія
1 лютого 1945 р. село Молдавка перейменували на село Козубівка і Молдавську сільраду — на Козубівську.

## Загальні відомості
- Територія ради: 93,572 км²
- Населення ради: 1 131 особа (станом на 2001 рік)
- Територією ради протікає річка Південний Буг.

## Населені пункти
Сільській раді були підпорядковані населені пункти:
- с. Козубівка
- с. Горянка
- с. Новокантакузівка

## Склад ради
Рада складалася з 12 депутатів та голови.
- Голова ради: Чуприн Петро Іванович

### Керівний склад попередніх скликань
| Прізвище, ім'я, по батькові | Основні відомості                                                              | Дата обрання | Дата звільнення |
| --------------------------- | ------------------------------------------------------------------------------ | ------------ | --------------- |
| Комягіна Наталія Миколаївна | Сільський голова, 1974 року народження, Всеукраїнське об'єднання «Батьківщина» | 26.03.2006   | 31.10.2010      |
| Чуприн Петро Іванович       | Сільський голова, член Партії регіонів, вчитель                                | 04.11.2010   |                 |

Примітка: таблиця складена за даними сайту Верховної Ради України